# Fila
 (транскр.  Фила) је јужнокорејска компанија, произвођач и добављач спортске одеће, обуће и спортске опреме.
Компанију су основали Еторе и Ђансеверо Фила 1911. године у Италији. Фила Кореа је купила бренд 2007. и одржала иницијалну јавну понуду (ИПО) на Кореа Ексчејнџ у септембру 2010.

## Историја

### Италија (1911-2007)
Компанија је основана 1911. године у Италији. Фабрика је производила разне тканине и налазила се у граду Бјела у северној Италији. Убрзо је компанија почела да производи доњи веш, а затим, 1973. године, и спортску одећу. Исте године компанија је потписала уговор са тенисером Бјерн Боргом. Борг је постао 11-струки Гранд Слам шампион у одећи овог бренда, што је компанији донело светску препознатљивост и популарност. На популарност бренда утицали су и уговори са спортистима као што су Том Вотсон, Рајнхолд Меснер, Алберто Томба, Мозес Тануи, Ким Клајстерс. 
2003. године компанију је купила америчка корпорација Керберус Капитал Манаџмент. Керберус Капитал Манаџмент је управљао скоро целом компанијом преко холдинг компаније Спортс Брандс Интернационал. Изузетак је био јужнокорејски огранак, који је био самоуправан.

### Република Кореја (од 2007)
У јануару 2007. јужнокорејски огранак је купио бренд и све подружнице, чиме је постао један од највећих произвођача спортске одеће у Јужној Кореји.
У марту 2021. компанија је одлучила да настави да користи памук из Синђијанга, упркос скандалу високог профила у вези са могућим кршењем људских права и употребом „присилног рада“ Ујгура.